# On the Border
On the Border es el tercer álbum de estudio de la banda estadounidense de rock, Eagles. Fue lanzado en 1974. Don Felder se unió a la banda durante la grabación de este álbum, tocando en sólo dos canciones: "Already Gone" y "Good Day in Hell".

## Lista de canciones

### Cara uno
1. "Already Gone" (Tempchin, Strandlund) – 4:13
2. "You Never Cry Like a Lover" (Souther, Henley) – 4:02
3. "Midnight Flyer" (Paul Craft) – 3:59
4. "My Man" (Leadon) – 3:31
5. "On the Border" (Henley, Leadon, Frey) – 4:28

### Cara dos
1. "James Dean" (Browne, Frey, Souther, Henley) – 3:37
2. "Ol' 55" (Waits) – 4:22
3. "Is It True?" (Meisner) – 3:14
4. "Good Day in Hell" (Henley, Frey) – 4:27
5. "The Best of My Love" (Henley, Frey, Souther) – 4:36

## Personal
La información respecto a los créditos atribuidos a On the Border está adaptada de Allmusic.com
Eagles
- Glenn Frey - voz, guitarra líder, slide guitar, piano
- Don Henley - voz, Batería, guitarra
- Bernie Leadon - voz, guitarra líder, banjo, steel guitar
- Randy Meisner - voz, bajo
- Don Felder - guitarra eléctrica, guitarra slide

## Posiciones
Álbum
| Lista (1974) | Posición |
| ------------ | -------- |
| Pop Albums   | 17       |

Sencillos
| Año  | Sencillo              | Lista                 | Posición |
| ---- | --------------------- | --------------------- | -------- |
| 1974 | "Already Gone"        | Billboard Pop Singles | 32       |
| 1974 | "James Dean"          | Billboard Pop Singles | 77       |
| 1975 | "The Best of My Love" | Billboard Pop Singles | 1        |
| 1975 | "The Best of My Love" | Adult Contemporary    | 1        |